# Isola Unga
Unga (in lingua aleutina Uĝnaasaqax̂) è la più grande delle isole Shumagin, un gruppo di 20 isole al largo della costa meridionale della penisola di Alaska che appartengono amministrativamente al Borough delle Aleutine orientali. L'isola ha un'area di 442,188 km²
L'isola era stata registrata nel 1827 con il nome di Ounga dall'ammiraglio A. J. von Krusenstern nella Marina imperiale russa e poi come Unga da padre Veniaminov nel 1840.